# チンコロ

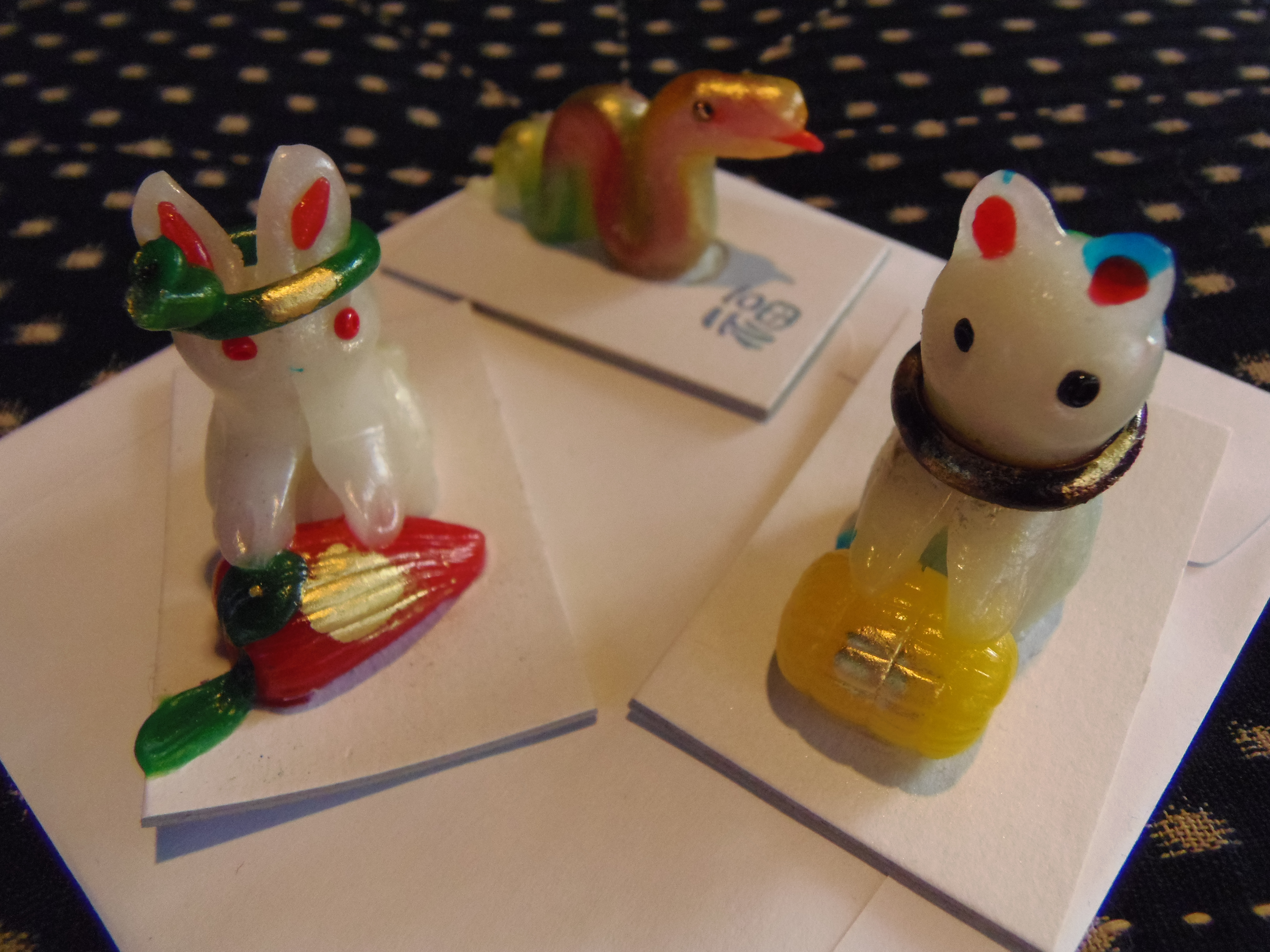
新潟県のチンコロ（左から。人参と兎、干支の蛇、俵と鼠）

チンコロとは、新潟県と三重県菰野町にて伝わる郷土菓子のことである。

## 概要
新潟県全域および三重県菰野町にて、西暦1920年あたりより伝わるとされる。同名の和菓子でありながら、新潟県と菰野町において、その製法は異なる。

## 新潟県のチンコロ
新潟県においては、うるち米を粉にした「シンコ（新粉）」を蒸して練り上げた食紅で色を付けた物と合わせる。名前の由来となっている狆（ちん）の子犬（ころ）をはじめ、小動物やその年の干支を形作る。すべて手作りのため用意される数は少ない。乾燥するとひび割れてしまうが、ひび割れの数だけ幸せになれるともいわれている。
新潟県十日町市の年始行事である「節季市」の日に、魔よけの縁起物として市場や街中の各所で売られている。以前は囲炉裏で焼いて食していたが、近年は飾り物として用いられている。

### 節季市

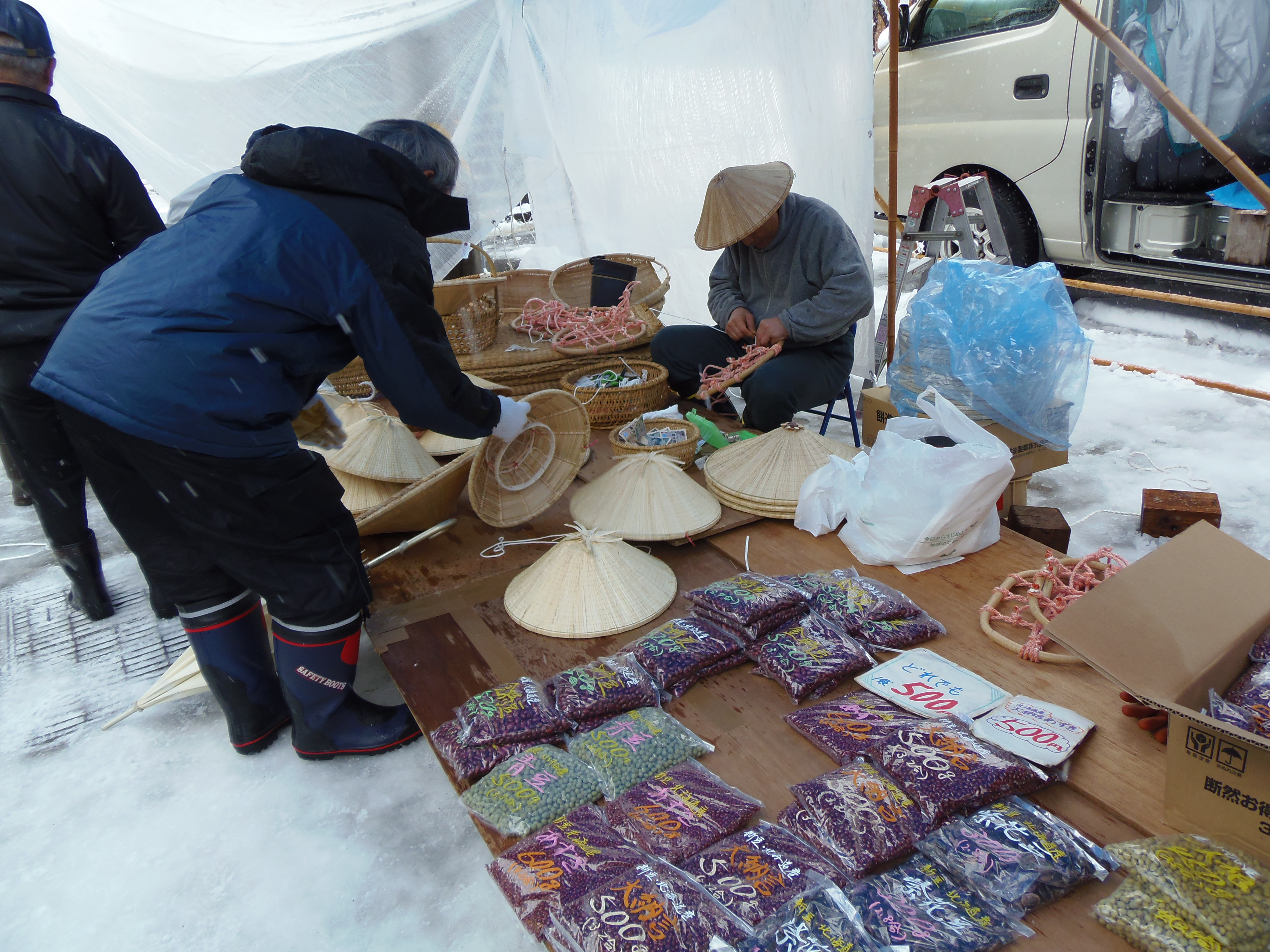
竹細工を売る露店の様子

雪深い農閑期の副業として、十日町市の諏訪町通りで毎年1月の10日、15日、20日、25日に開催される市で、生活雑貨や民芸品が持ち込まれる。かつては、上越、中越地方の多くの農家が、藁靴や蓑（みの）、臼や杵などの藁細工、木工品、そして竹細工などを作り、1月に各所で開いていたが、現在では市を行っているのは十日町のみとなっている。近年は、工業製品も多く、物々交換もないが、竹かごや富士笠、そしてチンコロなど伝統的な面影も色濃く残されている。節季市では、チンコロの他に柔らかいシンコに餡を詰めた食用の「トットッコ」も売られている。

### 作り方
新潟県のチンコロ作りは、それぞれの農家が技法を代々受け継いできたが、その歴史は定かではない。どの家もおおよそ明治から昭和初期まで遡ることができる。作り方の詳細は、家によって異なる。
- うるち米を粉に砕いたものを蒸して、練り上げる。
- 白のほか食紅などで赤黄緑等、色付けする。
- 棒状からハサミで切り込みを入れ、耳や手足を作る。
- ハチマキや首輪、鞠などの飾り物を作る。
- すべてを組み合わせて台紙に乗せる。
- 数時間寝かす。
- 再び数分間蒸かして艶を出す。
- 飾りの金粉を付ける。
- 冷ます。

### チンコロの種類
主なもの
- イヌマリ - 鞠で遊ぶ子犬。
- タワラネズミ - 俵と鼠。
- モチツキウサギ - 臼で餅をつく兎。
- ハナ - 鉢植えの花と草。
- ネコニタイ - 鯛を捕まえた猫。
- ユキダルマ - 蓑をまとった雪だるま。
- 干支 - その年々の干支。
- ヘビ - 金神さまの化身。

### 技能の継承
チンコロの製作は、家族単位で細々と行われてきた。市という限られた販路で、しかも数日前に一気に作り上げなければならない性質のものであったため、とても商売と呼べるものではなかった。代替わりをきっかけとしてチンコロ作りを辞めてしまう家が現れると、地域は保存会を結成して有志を募り、講習会を開き技能者よりチンコロ作りを引継いだ。チンコロの製作は、農家から公民館や授産施設へその作業場を移すようになった。

## 三重県菰野町のチンコロ
菰野町のチンコロは、一口サイズの仔犬を型どった木型に、もち米粉と砂糖などを混ぜ固め、中に餡子を詰めて彩色された落雁となっている。
戦国時代、織田信長の孫娘・八重姫が菰野藩へと嫁ぎ、子犬のおもちゃを嫁入り道具として持ってきたことに因んで作られたことが由来とされる。
かつては菰野町内のあまねく和菓子店にて販売されていたが、2023年地点では、町内2店のみの販売となっている。地元では『ちんころさん』と呼ばれ親しまれる。